# 不要阻礙 Here We Go! / 無畏的 Go Sign / 我們還年輕!
《不要阻礙 Here We Go! / 無畏的 Go Sign / 我們還年輕!》（邪魔しないでHere We Go! / 弩級のゴーサイン / 若いんだし!）是日本的女子偶像組合早安少女組。'17的第64張單曲。2017年10月4日由zetima发售。

## 概要
- 「不要阻礙 Here We Go! / 無畏的 Go Sign / 我們還年輕!」是以早安少女組。'17名義發行的第二張單曲、第八張3A單曲。
- 此單曲是十期成員工藤遙的畢業單曲，亦是十四期新成員森戶知沙希加入後第一張單曲。
- 在《不要阻礙 Here We Go!》中，由佐藤優樹、森戶知沙希擔任中心及主唱成員。主唱成員亦有譜久村聖、石田亞佑美、工藤遙、小田櫻、野中美希，曲中讀白部分則是由成員飯窪春菜、尾形春水擔當。
- A面曲《無畏的 Go Sign》採用《Oh my wish!》和《The Vision》的編製，分為歌唱組及舞蹈組。歌唱組成員有譜久村聖、飯窪春菜、佐藤優樹、小田櫻、尾形春水、野中美希、牧野真莉愛、羽賀朱音；舞蹈組成員由生田衣梨奈、石田亞佑美、工藤遙、加賀楓、橫山玲奈、森戶知沙希組成。
- 在《我們還年輕!》中，淳君寫給即將畢業的成員工藤遙的畢業曲，中心成員及主唱亦為工藤遙，成員中較年少成員牧野真莉愛、羽賀朱音、橫山玲奈亦有SOLO配唱。
- 此單曲有8個版本，分別有「初回生產限定盤A、B、C、SP」和「通常盤A、B、C」以及「工藤遙限定盤」。
- 「初回生産限定盤A」收錄了「不要阻礙 Here We Go!」的PV；「初回生産限定盤B」收錄了「無畏的 Go Sign」的PV；「初回生產限定盤C」收錄了「我們還年輕!」的PV；「初回生產限定盤SP」收錄了「不要阻礙 Here We Go!」、「無畏的 Go Sign」、「我們還年輕!」Dance shot版的PV，「工藤遙限定盤」則是收錄了「我們還年輕!(工藤遙 solo ver)」及PV拍攝花絮。
- 在Oricon公信榜單曲週榜取得第2名，在Billboard單曲榜取得了第1名的好成績。

## 收錄内容

### 初回生產限定盤A、通常盤A
CD
1. 不要阻礙 Here We Go!
（作詞、作曲：淳君、編曲：大久保薫）
2. 無畏的 Go Sign
（作詞：児玉雨子、作曲：星部ショウ、編曲：Yocke）
3. 我們還年輕!
（作詞、作曲：淳君、編曲：平田祥一郎）
4. 不要阻礙 Here We Go! (Instrumental)
5. 無畏的 Go Sign (Instrumental)
6. 我們還年輕! (Instrumental)

DVD（初回生產限定盤A）
1. 不要阻礙 Here We Go!（MV）

### 初回生產限定盤B、通常盤B
CD
1. 不要阻礙 Here We Go!
（作詞、作曲：淳君、編曲：大久保薫）
2. 無畏的 Go Sign
（作詞：児玉雨子、作曲：星部ショウ、編曲：Yocke）
3. 我們還年輕!
（作詞、作曲：淳君、編曲：平田祥一郎）
4. 不要阻礙 Here We Go! (Instrumental)
5. 無畏的 Go Sign (Instrumental)
6. 我們還年輕! (Instrumental)

DVD（初回生產限定盤B）
1. 無畏的 Go Sign（MV）

### 初回生產限定盤C、通常盤C
CD
1. 不要阻礙 Here We Go!
（作詞、作曲：淳君、編曲：大久保薫）
2. 無畏的 Go Sign
（作詞：児玉雨子、作曲：星部ショウ、編曲：Yocke）
3. 我們還年輕!
（作詞、作曲：淳君、編曲：平田祥一郎）
4. 不要阻礙 Here We Go! (Instrumental)
5. 無畏的 Go Sign (Instrumental)
6. 我們還年輕! (Instrumental)

DVD（初回生產限定盤C）
1. 我們還年輕!（MV）

### 初回生產限定盤SP
1. 不要阻礙 Here We Go!
（作詞、作曲：淳君、編曲：大久保薫）
2. 無畏的 Go Sign
（作詞：児玉雨子、作曲：星部ショウ、編曲：Yocke）
3. 我們還年輕!
（作詞、作曲：淳君、編曲：平田祥一郎）
4. 不要阻礙 Here We Go! (Instrumental)
5. 無畏的 Go Sign (Instrumental)
6. 我們還年輕! (Instrumental)

DVD
1. 不要阻礙 Here We Go!（Dance shot）
2. 無畏的 Go Sign（Dance shot）
3. 我們還年輕!（Dance shot）

## 外部連結
- 早安少女組。'17官方網站 （页面存档备份，存于）（日語）
- YouTube上的《不要阻礙 Here We Go!》PV
- YouTube上的《無畏的 Go Sign》PV
- YouTube上的《我們還年輕!》PV